# Prix Cécile DeWitt-Morette / École de Physique des Houches
Le prix Cécile DeWitt-Morette / École de Physique des Houches est un prix scientifique annuel de l’Académie des sciences créé en 2019,  pour honorer la mémoire de Cécile DeWitt-Morette, fondatrice de l’École de physique des Houches.

## Description
Créé en 2019, le prix Cécile DeWitt-Morette / École de Physique des Houches de l’Académie des sciences est créé pour honorer la mémoire de Madame Cécile DeWitt-Morette, fondatrice de l’École de Physique des Houches. 
Le prix est destiné à récompenser un(e) scientifique de n’importe quelle nationalité et de moins de 55 ans ayant effectué des travaux remarquables dans le domaine de la physique. Le prix couvre toutes les composantes de la physique allant de la physique fondamentale jusqu’à ses applications. Le(a) candidat(e) doit avoir participé aux travaux de l’École de physique des Houches, soit comme enseignant(e), élève ou organisateur(trice). Le jury est composé de membres de l’Académie des sciences. 

## Lauréats
- 2024 : Sébastien Galtier, professeur à l'université Paris-Saclay, laboratoire de physique des plasmas à l'École polytechnique.
- 2023 : Nathalie Picqué, physicienne, chercheuse à l’Institut Max-Planck d'optique quantique[2].
- 2021 : Frédéric Caupin, physicien, professeur à l’Université Claude Bernard Lyon 1 (UCBL) et membre de l’équipe Liquides et interfaces de l’Institut Lumière Matière (UCBL/CNRS).
- 2020 : Juan Maldacena, titulaire de la chaire Carl P. Feinberg de physique théorique de l’Institut d’études avancées de Princeton.
- 2019 : Francesca Ferlaino, professeure de physique à l'université d'Innsbruck et directrice de recherche au centre IQOQUI (Institute for Quantum Optics and Quantum Information) de l’Académie des sciences autrichienne.